# Yordenis Ugás
Yordenis Ugás Hernández (Santiago de Cuba, 14 de julio de 1986) es un boxeador profesional cubano. Es conocido por ganar el Campeonato Mundial de Boxeo Amateur de peso ligero de 2005 a los 19 años después de Mario Kindelan, fue Súper Campeón Mundial del peso wélter por la Asociación Mundial de Boxeo.

## Carrera amateur
Ugás fue campeón del mundo U17 (cadetes) en 2003, pero perdió en los campeonatos juveniles de 2004 contra Amir Khan. En otras ocasiones perdió dos veces ante su compatriota Luis Franco en peso pluma, terminó tercero en las nacionales de 2004 en peso pluma.
En 2005 se trasladó al peso ligero, donde tuvo más éxito, ganó el Campeonato de Cuba de 2005 a 2008 y se convirtió en una estrella. Ganó un torneo llamado Campeonato de PanAm (no los Juegos de PanAm) en 2005, sin embargo, en otros torneos perdió dos veces ante el zurdo de Kazach, Serik Sapiyev.
En el Campeonato Mundial Senior 2005, sufrió dos fuertes derribos contra el zurdo canadiense Ibrahim Kamal en su tercera pelea, pero logró ganar. Más tarde, Ugás venció al ruso Khabib Allakhverdiyev y en la final derrotó a Romal Amanov de Azerbaiyán. En 2006 ganó el Campeonato Centroamericano. Formó parte del equipo cubano que ganó la Copa Mundial de Boxeo 2006.
En 2007 venció a Yordan Frometa y Roniel Iglesias en los campeonatos nacionales. Más tarde, ese mismo año, Ugás ganó los Juegos Panamericanos en Río venciendo a Darley Pérez y Everton Lopes. Cuba no participó en los Campeonatos del Mundo en Chicago.
En 2008 defendió los campeonatos nacionales contra el viejo enemigo Luis Franco y ganó su clasificación olímpica. En Pekín se mostró molesto en la semifinal por el francés Daouda Sow.
En 2009 subió al peso wélter junior venciendo a Roniel Iglesias en la final nacional. En marzo de 2010, Ugás se mudó a los Estados Unidos con la esperanza de comenzar una carrera profesional. Ugás se mudó a North Bergen, Nueva Jersey en 2012.

## Récord profesional
| 27 Ganadas (12 KOs), 6 Derrotas |        |                          |      |              |            |                                                 | |
| Res.                            | Récord | Oponente                 | Tipo | Rd., Tiempo  | Datos      | Localidad                                       | Notas |
| D                               | 27–6   | Mario Barrios            | UD   | 12           | 30/09/2023 | T-Mobile Arena, Paradise, Nevada                | Por el título interino de la WBC del peso wélter.                                                                |
| D                               | 27–5   | Errol Spence Jr.         | TKO  | 10 (12) 1:44 | 16/04/2022 | AT&T Stadium, Arlington, Texas                  | Pierde el título mundial de la WBA (Super) del peso wélter. Por los títulos mundiales WBC e IBF del peso wélter. |
| G                               | 27–4   | Manny Pacquiao           | UD   | 12           | 21/08/2021 | MGM Grand Garden Arena, Paradise, Nevada        | Retiene el título mundial de la Super WBA de la división wélter                                                  |
| G                               | 26–4   | Abel Ramos               | SD   | 12           | 06/09/2020 | Microsoft Theater, Los Angeles                  | Gana el título mundial WBA vacante del Peso wélter                                                               |
| G                               | 25–4   | Mike Dallas Jr           | RTD  | 7 (12)       | 01/02/2020 | Beau Rivage Resort & Casino, Biloxi             | |
| G                               | 24–4   | Omar Figueroa Jr.        | UD   | 12           | 20/07/2019 | MGM Grand, Grand Garden Arena, Las Vegas        | |
| D                               | 23–4   | Shawn Porter             | SD   | 12           | 09/03/2019 | Dignity Health Sports Park, Carson, California  | Por el título de peso wélter de la WBC                                                                           |
| G                               | 23–3   | Cesar Miguel Barrionuevo | UD   | 12           | 08/09/2018 | Barclays Center, New York City, Nueva York      | |
| G                               | 22–3   | Jonathan Batista         | TKO  | 2 (8), 1:16  | 16/06/2018 | The Ford Center at The Star, Frisco, Texas      | |
| G                               | 21–3   | Ray Robinson             | TKO  | 7 (12), 1:05 | 17/02/2018 | Mandalay Bay Events Center, Paradise, Nevada    | |
| G                               | 20–3   | Thomas Dulorme           | UD   | 10           | 26/08/2017 | T-Mobile Arena, Paradise, Nevada                | |
| G                               | 19–3   | Nelson Lara              | TKO  | 2 (10), 0:53 | 25/04/2017 | Fitzgerald's Casino & Hotel, Tunica             | |
| G                               | 18–3   | Levan Ghvamichava        | SD   | 10           | 02/02/2017 | Horseshoe Casino, Tunica                        | |
| G                               | 17–3   | Bryant Perrella          | TKO  | 4 (10), 2:20 | 27/09/2016 | Buffalo Thunder Casino, Pojoaque                | |
| G                               | 16–3   | Jamal James              | UD   | 10           | 12/08/2016 | Turning Stone Resort Casino, Verona, Nueva York | |
| D                               | 15–3   | Amir Imam                | UD   | 8            | 10/05/2014 | USC Galen Center, Los Ángeles                   | |
| D                               | 15–2   | Emmanuel Robles          | SD   | 10           | 27/02/2014 | Crowne Plaza Hotel, San Diego                   | |
| G                               | 15–1   | John Williams            | UD   | 10           | 17/08/2013 | Revel Resort, Atlantic City                     | |
| G                               | 14–1   | Adan Hernandez           | KO   | 1 (10), 0:40 | 27/06/2013 | The Deck, Essington                             | |
| G                               | 13–1   | Cosme Rivera             | UD   | 10           | 07/12/2012 | Civic Center, Kissimmee                         | |
| G                               | 12–1   | Dedrick Bell             | KO   | 3 (6), 0:46  | 10/11/2012 | River Edge, Reading                             | |
| D                               | 11–1   | Johnny Garcia            | SD   | 8            | 23/03/2012 | Casino Del Sol, Tucson                          | |
| G                               | 11–0   | Esteban Almaraz          | UD   | 8            | 13/01/2012 | Hard Rock Hotel & Casino, Paradise, Nevada      | |
| G                               | 10–0   | Rynell Griffin           | TKO  | 2 (6)        | 29/10/2011 | WinStar Casino, Thackerville                    | |
| G                               | 9–0    | Fernando Rodríguez       | UD   | 6            | 13/08/2011 | Bally's Atlantic City, Atlantic City            | |
| G                               | 8–0    | Kenny Abril              | UD   | 6            | 25/06/2011 | South Philly Arena, Philadelphia                | |
| G                               | 7–0    | Carlos Garcia Hernandez  | TKO  | 6 (6), 1:05  | 16/04/2011 | Coliseo Ruben Rodríguez, Bayamon, Puerto Rico   | |
| G                               | 6–0    | Carlos Musquez           | UD   | 6            | 19/02/2011 | Mandalay Bay Events Center, Paradise, Nevada    | |
| G                               | 5–0    | Anthony Woods            | UD   | 4            | 19/10/2010 | Seminole Hard Rock Hotel and Casino, Hollywood  | |
| G                               | 4–0    | Anthony Adams            | TKO  | 1 (4), 1:37  | 24/09/2010 | Paragon Casino, Marksville                      | |
| G                               | 3–0    | Marqus Jackson           | TKO  | 2 (4), 1:23  | 18/08/2010 | Civic Center, Monroe                            | |
| G                               | 2–0    | DeJuan Jackson           | KO   | 1 (4), 1:22  | 30/07/2010 | Buffalo Run Casino, Miami                       | |
| G                               | 1–0    | Dino Dumonjic            | UD   | 4            | 09/07/2010 | Club Europe, Atlanta                            | Debut profesional                                                                                                |